# Devoll (flod)
Devoll är en 196 km lång flod i södra Albanien och en av Semans viktigaste källfloder.
Källan ligger i Devoll kommuns sydvästra hörn, nära gränsen till Grekland. Den flyter först mot nordost genom Miras, sedan norrut genom Bilisht, nordost genom Progër, Pojan, Maliq, Moglicë, Kodovjat, Gramsh och Gostimë, där den viker söderut och flyter samman med Osum i närheten av Kuçova och bildar Lumi i Semanit. 